# Émerson (ur. 1977)
Émerson Ferreira Lopes (ur. 4 czerwca 1977 w Esmeraldas) – brazylijski piłkarz, występujący podczas kariery na pozycji bramkarza.

## Kariera klubowa
Émerson karierę piłkarską rozpoczął w klubie Clube Atlético Mineiro w 1991. W Atlético Mineiro 26 lipca 1998 w zremisowanym 1-1 meczu derbowym z Cruzeiro EC Émerson zadebiutował w lidze brazylijskiej. Z Atlético Mineiro dwukrotnie zdobył mistrzostwo stanu Minas Gerais – Campeonato Mineiro w 1999 i 2000. W latach 2000–2001 występował w Athletico Paranaense. Z Athletico Paranaense zdobył mistrzostwo stanu Parana – Campeonato Paranaense w 2001.
W Athletico Paranaense 18 listopada 2001 przegranym 1-4 meczu z Gamą Émerson po raz ostatni wystąpił w lidze. Ogółem w latach 1998–2001 w lidze brazylijskiej wystąpił w 26 meczach. W 2002 ponownie był zawodnikiem Atlético Mineiro, a w 2003 Tupi Juiz de Fora. W latach 2003–2004 był zawodnikiem Vila Nova Goiânia i Ipatingi. Ostatnim klubem w karierze Émersona była América Natal, w której zakończył karierę w 2006.

## Kariera reprezentacyjna
Jedyny raz w reprezentacji Brazylii Émerson wystąpił 18 listopada 1998 w wygranym 5-1 towarzyskim meczu z reprezentacją Rosji.